# NGC 1357
NGC 1357 este o galaxie spirală situată în constelația Eridanul. A fost descoperită în 1 februarie 1785 de către William Herschel. Se află la o distanță de 26,98 de megaparseci de Pământ.